# Ahome
Ahome é um município do estado de Sinaloa, no México. Originalmente a sua capital era a cidade de Ahome, mas, devido ao grande crescimento de Los Mochis, em 1935 a capital foi mudada para esta cidade.